# El 9 Nou
El 9 Nou es un periódico de ámbito comarcal y periodicidad bisemanal (lunes y viernes), que se define como independiente y que cuenta con dos ediciones, una para las comarcas de Osona y el Ripollés y otra para la comarca del Vallés Oriental. La presidenta del grupo es Beth Codina, el director editorial es Agustí Danés, Víctor Palomar es director de la edición de Osona y Ripollés, y Txus Medina, de la del Vallés Oriental.

## Historia
Surgió en 1978 en la ciudad de Vich (Barcelona) España. En su momento presentó la novedad de ser un periódico redactado íntegramente en catalán y compitió con la única publicación de ámbito comarcal existente entonces, Ausona, de carácter más conservador. Su nombre es un juego de palabras: nou significa en catalán 'nuevo' y 'nueve' a la vez. El 9 Nou era el nuevo periódico de la comarca frente al Ausona que procedía de la etapa política anterior.
Pronto alcanzó un notable éxito en la comarca de Osona. Al cabo de un tiempo extendió su ámbito de difusión a la comarca vecina del Ripollés y lanzó una segunda edición los lunes que, entre otras informaciones, recoge los sucesos deportivos del fin de semana.
Uno de los elementos que contribuyó a su éxito en esta primera etapa fue la creación de una tupida red de colaboradores que cubrían la información local de todos los municipios de la comarca.
Desde sus inicios y hasta el día de hoy El 9 Nou ha contado con la colaboración ininterrumpida de la conocida dibujante Pilarín Bayés.
En los años 1990 se expandió creando tres ediciones nuevas: una para la comarca del Vallés Oriental, una para Sabadell y otra para Tarrasa. Las dos últimas se fusionaron en una sola edición para el Vallés Occidental que finalmente desapareció en 2003 (para reconvertirse en El Punt del Vallés Occidental, actualmente El Punt Avui). Desde los primeros años del siglo XXI (17 de septiembre de 2004), El 9 Nou ha puesto también en marcha un canal de televisión con el nombre El 9 TV (2004). Su programación es fundamentalmente informativa y con un marcado acento por el servicio público con la retransmisión habitual de acontecimientos deportivos, culturales y sociales.
El 1 de febrero de 2010 se estrenó El 9 FM al 92.8 de frecuencia modulada, emisora de radio que basa su programación en música y noticias locales.
En la actualidad recibe subvenciones por parte de la Generalidad de Cataluña.
Exdirectores del periódico: Ramón Serra, Jaume Collell, Jordi Molet, Albert Om, Dolors Altarriba, Mercè Cabanas, Jaume Espuny y Pep Mas.